# Brulleia rubida
Brulleia rubida är en stekelart som beskrevs av Chen och He 1993. Brulleia rubida ingår i släktet Brulleia och familjen bracksteklar. Inga underarter finns listade.